# 刘玮 (金朝)
刘玮（？—1193年），字德玉，咸平府（今辽宁开原东北）人，金朝政治人物，金章宗时尚书右丞。唐朝卢龙节度使刘仁敬之后代。辽朝同平章事刘弘之孙，同知宣徽院事刘君诏之子。
金熙宗时，特赐进士及第。调安次（今河北安次西南）县丞。由遵化县令补尚书省令史。历任户部主事、监察御史，官至尚书省都事。金世宗时，官至户部员外郎，升户部郎中。大定二十三年（1183年）官至同知宣徽院事，为使宋国信副使。大定二十六年（1186年）升任户部尚书。八月，黄河自卫州（今河南卫辉）决堤，大名府、清州、沧州等地都受灾，奉命兼工部尚书前往治理。他治理黄河，堵住缺口，大定二十八年（1188年）以功授参知政事。金章宗即位，刘玮知济南府事。明昌二年（1191年）知大名府事，明昌三年（1192年）尚书右丞。明昌四年（1193年）去世，谥安敏。